# چلسی هابز
چلسی هابز (انگلیسی: Chelsea Hobbs؛ زادهٔ ۱۸ فوریهٔ ۱۹۸۵) بازیگر اهل کانادا است. وی از سال ۱۹۹۴ میلادی تاکنون مشغول فعالیت بوده است.
از فیلم‌ها یا مجموعه‌های تلویزیونی که وی در آن‌ها نقش داشته است می‌توان به ملکه برفی، سوپرنچرال، سی‌اس‌آی، سی‌اس‌آی: میامی و دختران باشگاه راک اشاره نمود.